# عبد الرحيم علاء الدين
عبد الرحيم علاء الدين ، ممثل سويسري 

## عن حياته
له العديد من الأعمال التلفزيونية .

## من  أعماله

### المسلسلات
- أبو جعفر المنصور
- عز الدين القسام - عز الدين القسام

## روابط خارجية
- عبد الرحيم علاء الدين على موقع IMDb (الإنجليزية)
- عبد الرحيم علاء الدين على موقع قاعدة بيانات الأفلام العربية